# US Open 2017 (tennis)
De 137e editie van het US Open werd gespeeld van 28 augustus tot en met 10 september 2017. Voor de vrouwen was dit de 131e editie van het Amerikaanse hardcourttoernooi. Het toernooi vond plaats in het USTA Billie Jean King National Tennis Center in de Amerikaanse stad New York.

## Toernooisamenvatting
Bij het vrouwenenkelspel was de als zesde geplaatste Angelique Kerber uit Duitsland titelverdedigster – zij werd in de openingsronde uitgeschakeld door de Japanse Naomi Osaka. Het eerste reekshoofd, de Tsjechische Karolína Plíšková, bereikte de kwartfinale – daarin verloor zij van Coco Vandeweghe. Reeds de halve finale werd uitsluitend door Amerikaanse speelsters bevolkt – sinds 1981 was dit niet meer op het US Open voorgekomen. De finale werd bevochten door twee speelster die geen van beiden ooit in een grandslamfinale stonden: de als vijftiende geplaatste Madison Keys, en Sloane Stephens die door een voetblessure, -operatie en revalidatie een jaar buiten bedrijf was geweest. Stephens won de titel in twee sets.
De titelhouder bij het mannenenkelspel, de Zwitser Stanislas Wawrinka, had zich wegens een knieblessure voor het toernooi afgemeld. Ook Novak Đoković had zich niet ingeschreven, wegens een elleboogblessure. Kort voor aanvang van het toernooi trok ook de als tweede geplaatste Andy Murray zich terug, als gevolg van een heupblessure – dit had tot gevolg dat de twee resterende hoofdrolspelers, Rafael Nadal (1) en Roger Federer (3), in dezelfde helft van het speelschema zaten. Federer werd evenwel in de kwartfinale uitgeschakeld door Juan Martín del Potro, die in de halve finale niet in staat bleek Nadal te stoppen. In de finale tegen de als 28e geplaatste Zuid-Afrikaan Kevin Anderson kon de Spanjaard met gemak zijn derde US-Opentitel veroveren.
Het vrouwendubbelspel werd in 2016 gewonnen door Bethanie Mattek-Sands en Lucie Šafářová. Mattek-Sands was nog niet hersteld van de tijdens Wimbledon opgelopen blessure. De Tsjechische Šafářová speelde samen met landgenote Barbora Strýcová – zij bereikten de halve finale, waarin zij de duimen moesten leggen voor landgenotes Lucie Hradecká en Kateřina Siniaková, die op hun beurt in de finale niet opgewassen bleken tegen Chan Yung-jan en Martina Hingis, die daarmee hun eerste gezamenlijke grandslamtitel wonnen.
Bij de mannen waren Jamie Murray en Bruno Soares de titelverdedigers. In de kwartfinale werden zij uitgeschakeld door de latere winnaars, de Nederlander Jean-Julien Rojer en Horia Tecău uit Roemenië. In de finale behaalden Rojer en Tecău een overwinning in twee sets op het Spaanse duo Feliciano López en Marc López (geen familie).
Het gemengd dubbelspel werd in 2016 gewonnen door Laura Siegemund en Mate Pavić. Siegemund kon wegens een blessure niet deelnemen. Pavić speelde samen met Andreja Klepač, maar werd al in de eerste ronde uitgeschakeld. Het als eerste geplaatste duo Martina Hingis en Jamie Murray won het toernooi. In de finale versloegen zij het als derde geplaatste koppel Chan Hao-ching en Michael Venus in de match-tiebreak. Het was hun tweede gezamenlijke titel.
In het rolstoelvrouwentoernooi won het Nederlandse koppel Marjolein Buis en Diede de Groot de dubbelspeltitel. De Groot bereikte ook in het enkelspel de finale, maar moest daar haar meerdere erkennen in de Japanse Yui Kamiji.
Het toernooi van 2017 trok 691.143 toeschouwers.

## Toernooikalender
| US Open            | augustus 2017 | augustus 2017 | augustus 2017 | augustus 2017 | september 2017 | september 2017 | september 2017 | september 2017 | september 2017 | september 2017 | september 2017 | september 2017 | september 2017 | september 2017 | september 2017 | september 2017 |
| US Open            | maa 28        | din 29        | woe 30        | don 31        | vrĳ 1          | vrĳ 1          | zat 2          | zon 3          | maa 4          | din 5          | woe 6          | don 7          | vrĳ 8          | zat 9          | zon 10         |                |
| ------------------ | ------------- | ------------- | ------------- | ------------- | -------------- | -------------- | -------------- | -------------- | -------------- | -------------- | -------------- | -------------- | -------------- | -------------- | -------------- | -------------- |
| vrouwenenkelspel   | 1e ronde      | 1e ronde      | 2e ronde      | 2e ronde      | 3e ronde       | 3e ronde       | 3e ronde       | 4e ronde       | 4e ronde       | kwartfinale    | kwartfinale    | halve finale   |                | finale         |                |                |
| mannenenkelspel    | 1e ronde      | 1e ronde      | 2e ronde      | 2e ronde      | 3e ronde       | 3e ronde       | 3e ronde       | 4e ronde       | 4e ronde       | kwartfinale    | kwartfinale    |                | halve finale   |                | finale         |                |
| vrouwendubbelspel  |               |               | 1e ronde      | 1e ronde      | 2e ronde       | 2e ronde       | 2e ronde       | 3e ronde       | 3e ronde       | kwartfinale    | kwartfinale    | kwartfinale    | halve finale   |                | finale         |                |
| mannendubbelspel   |               |               | 1e ronde      | 1e ronde      | 1e ronde       | 2e ronde       | 2e ronde       | 3e ronde       | 3e ronde       | kwartfinale    | kwartfinale    | halve finale   | finale         |                |                |                |
| gemengd dubbelspel |               |               |               | 1e ronde      | 1e ronde       | 1e ronde       | 2e ronde       | 2e ronde       | kwartfinale    | kwartfinale    |                |                | halve finale   | finale         |                |                |

## Belangrijkste uitslagen
Vrouwenenkelspel

Finale: Sloane Stephens (VS) won van Madison Keys (VS) met 6-3, 6-0
Mannenenkelspel

Finale: Rafael Nadal (Spanje) won van Kevin Anderson (Zuid-Afrika) met 6-3, 6-3, 6-4
Vrouwendubbelspel

Finale: Chan Yung-jan (Taiwan) en Martina Hingis (Zwitserland) wonnen van Lucie Hradecká (Tsjechië) en Kateřina Siniaková (Tsjechië) met 6-3, 6-2
Mannendubbelspel

Finale: Jean-Julien Rojer (Nederland) en Horia Tecău (Roemenië) wonnen van Feliciano López (Spanje) en Marc López (Spanje) met 6-4, 6-3
Gemengd dubbelspel

Finale: Martina Hingis (Zwitserland) en Jamie Murray (Schotland) wonnen van Chan Hao-ching (Taiwan) en Michael Venus (Nieuw-Zeeland) met 6-1, 4-6, [10-8]
Meisjesenkelspel

Finale: Amanda Anisimova (VS) won van Cori Gauff (VS) met 6-0, 6-2
Meisjesdubbelspel

Finale: Olga Danilović (Servië) en Marta Kostjoek (Oekraïne) wonnen van Lea Bošković (Kroatië) en Wang Xiyu (China) met 6-1, 7-5
Jongensenkelspel

Finale: Wu Yibing (China) won van Axel Geller (Argentinië) met 6-4, 6-4
Jongensdubbelspel

Finale: Hsu Yu-hsiou (Taiwan) en Wu Yibing (China) wonnen van Toru Horie (Japan) en Yuta Shimizu (Japan) met 6-4, 5-7, [11-9]
Rolstoelmannenenkelspel

Finale: Stéphane Houdet (Frankrijk) won van Alfie Hewett (VK) met 6-2, 4-6, 6-3
Rolstoelmannendubbelspel

Finale: Alfie Hewett (VK) en Gordon Reid (VK) wonnen van Stéphane Houdet (Frankrijk) en Nicolas Peifer (Frankrijk) met 7-5, 6-4
Rolstoelvrouwenenkelspel

Finale: Yui Kamiji (Japan) won van Diede de Groot (Nederland) met 7-5, 6-2
Rolstoelvrouwendubbelspel

Finale: Marjolein Buis (Nederland) en Diede de Groot (Nederland) wonnen van Dana Mathewson (VS) en Aniek van Koot (Nederland) met 6-4, 6-3
Quad-enkelspel

Finale: David Wagner (VS) won van Andy Lapthorne (VK) met 7-5, 3-6, 6-4
Quad-dubbelspel

Finale: David Wagner (VS) en Andy Lapthorne (VK) wonnen van Dylan Alcott (Australië) en Bryan Barten (VS) met 7–5, 6–2

## Uitzendrechten
De US Open was in Nederland en België exclusief te zien op Eurosport. Eurosport zond de US Open uit via de lineaire sportkanalen Eurosport 1 en Eurosport 2 en via de online streamingdienst, de Eurosport Player.